# 查布乡
查布乡（藏語：ཚ་ཕུ་），是中华人民共和国西藏自治区日喀则市谢通门县下辖的一个乡镇级行政单位。

## 行政区划
查布乡下辖以下地区：
查布村、乃果村、列村、炯龙村和美热村。